# 栗原裕一郎
栗原 裕一郎（くりはら ゆういちろう、1965年9月28日 - ）は、日本の評論家。

## 概要
神奈川県川崎市生まれ。小学校と中学校で登校拒否、東京都立日比谷高等学校中退、大検から駿台予備校を経て東京大学理科一類除籍。このため卒業式は一度も経験したことがないという。『音楽誌が書かないJポップ批評』『ユリイカ』などで、文芸、音楽、美術などの多岐にわたるジャンルで執筆活動を行う。
2005年、小谷野敦・斎藤貴男との共著『禁煙ファシズムと戦う』（ベスト新書）を上梓。
2008年には大著『〈盗作〉の文学史』を新曜社から刊行し、第62回日本推理作家協会賞評論その他部門を受賞。
2009年1月から1年間『週刊読書人』に文芸雑誌の全作品の時評を連載。
2014年7月、『婦人公論』に「直撃！政界のドンは不遇な作家？」として石原慎太郎、豊崎由美との鼎談が掲載された。
1970年代歌謡曲を愛する。

## 政治思想
リベラル・文化左翼を批判している。
日本のリベラル派について「経済成長を政策としてまともに打ち出せているところがない」と批判。アベノミクス支持である。
Twitterで、「文学に関わっていると、魂が汚れますのでね」「文学って、どこに、面白みとか楽しみを見出せばいいんでしょうか」「出版業界はすでに発狂して」いると批判。『週刊新潮』2023年7月27日号の文芸時評で、『すばる』2023年8月号の特集「トランスジェンダーの物語」について「意識高い」と揶揄した上で、「販促のための特集」と批判した。対して芥川賞作家の李琴峰はこの時評について、「個々の作品の本質に立ち入ることなく、「文芸評論」と呼べるような内容も一切書けずに、ただひたすら、自身の思想に合わない、自身の気に入らない記述をねちねち取り上げて、それに対する揚げ足取りに終始してい」ると批判した。

## 著書

### 単著
- 『〈盗作〉の文学史』（新曜社、2008年）

### 共著
- 『「腐っても」文学』（企画・共著、宝島社、2001年）
- 『音楽誌が書かないJポップ批評』（宝島社、2004年）
- 『禁煙ファシズムと戦う』（小谷野敦・斎藤貴男と共著、ベスト新書、2005年）
- 『村上春樹を音楽で読み解く』（監修、鈴木淳史・大谷能生・大和田俊之・藤井勉と共著、日本文芸社、2010年）
- 『本当の経済の話をしよう』（若田部昌澄と共著、ちくま新書、2012年）
- 『石原慎太郎を読んでみた』（豊崎由美と共著、原書房、2013年）
- 『現代ニッポン論壇事情 社会批評の30年史』（北田暁大・後藤和智と共著、イースト新書、2017年）
- 『村上春樹の100曲』（鈴木淳史・大谷能生・大和田俊之・藤井勉と共著、立東舎、2018年）
- 『ニッポンの音楽批評150年100冊』（大谷能生と共著、立東舎、2021年）

## 関連人物
- 円堂都司昭
- 円城塔
- 福永信
- 枡野浩一
- 豊崎由美
- 大森望